# Funkturm Stuttgart-Burgholzhof
Der Funkturm Stuttgart-Burgholzhof ist ein 47 m hoher Sendeturm in Stuttgart oberhalb des Pragsattels, direkt hinter dem Robert-Bosch-Krankenhaus. Er wurde 1989 errichtet und dient als Antennenträger für DAB-Hörfunk, BOS-Funk, Mobilfunk und Richtfunk. Betreiber und Eigentümer der Anlage ist die Deutsche Funkturm (DFMG), eine Tochtergesellschaft der Deutschen Telekom mit Sitz in Münster.
Die vom Architekten Christopher entworfene Stahlrohrkonstruktion mit achteckigem Querschnitt hat am Fuß einen Durchmesser von 1,2 m. Sie ruht auf einem sechseckigen Stahlbetonfundament mit 5 m Durchmesser und einer Dicke von 1,2 m.